# Ellison's Orange

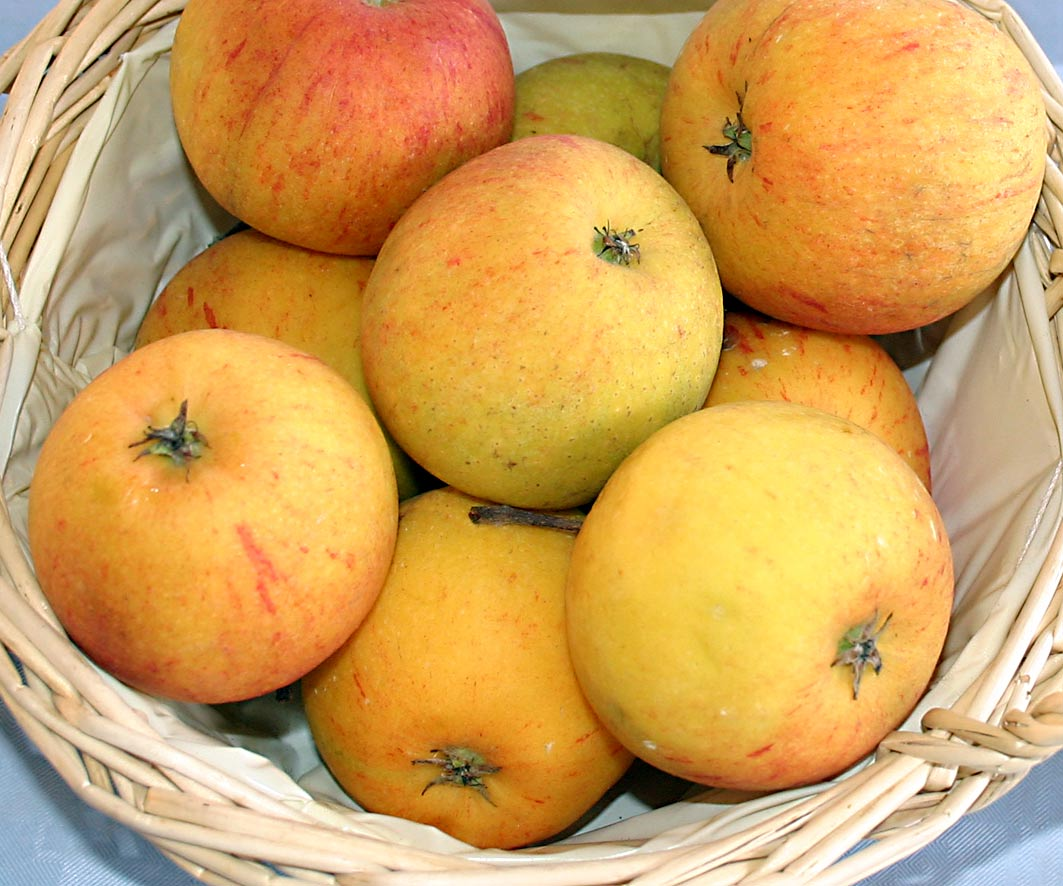
Ellison's Orange

Ellison's Orange är en äppelsort vars ursprung är England. Äpplet är resultatet av en korsning mellan Cox Orange och Vit Sommarkalvill. I Sverige odlas Ellison's Orange gynnsammast i zon 1. Blommar samtidigt som Katja.[källa behövs] Skördas i slutet av september.[källa behövs]  Typisk Storlek Bredd 67mm, höjd 57mm. Stjälk varierar 15-35mm.  Äpplet ger en must med oangenäm bismak.